# Aleyrodes fodiens
Aleyrodes fodiens là một loài côn trùng cánh nửa trong họ Aleyrodidae, phân họ Aleyrodinae.
Aleyrodes fodiens được Maskell miêu tả khoa học đầu tiên năm 1896.